# Sevtap Özaltun
Sevtap Özaltun (* 12. September 1984 in Istanbul) ist eine türkische Schauspielerin.

## Leben und Karriere
Sevtap Özaltun wurde am 12. September 1984 in Istanbul geboren. Sie studierte an der Haliç Üniversitesi. Ihr Debüt gab sie 2007 in der Fernsehserie Hakkını Helal Et. Anschließend war sie 2010 in der Serie Fatmagül'ün Suçu Ne? zu sehen.
2013 wurde Özaltun für die Serie A.Ş.K. gecastet. Unter anderem bekam sie 2014 in Ulan İstanbul die Hauptrolle. Von 2016 bis 2017 spielte Özaltun in Sevda Kuşun Kanadında mit. Außerdem trat sie 2019 in der Serie Kimse Bilmez auf. 2021 spielte sie in dem Film Muallim die Hauptrolle.

## Filmografie
Filme
- 2011: Devrimden Sonra
- 2014: Yağmur: Kıyamet Çiçeği
- 2018: Düş Kırgınları
- 2021: Muallim

Serien
- 2007: Hakkını Helal Et
- 2008: Canım Ailem
- 2010–2012: Fatmagül'ün Suçu Ne?
- 2013: A.Ş.K.
- 2014–2015: Ulan İstanbul
- 2016–2017: Sevda Kuşun Kanadında
- 2018: Gülizar
- 2018: Çarpışma
- 2019: Kimse Bilmez
- 2021: Hekimoğlu
- 2021: Hükümsüz

## Theater
- 2013: Oyun Sandalı
- 2015: Son Zenne